# Santa Clara, Chihuahua
Santa Clara är en ort i Mexiko.   Den ligger i kommunen Namiquipa och delstaten Chihuahua, i den nordvästra delen av landet, 1 400 km nordväst om huvudstaden Mexico City. Santa Clara ligger 1 876 meter över havet och antalet invånare är 243.
Terrängen runt Santa Clara är huvudsakligen en högslätt. Santa Clara ligger nere i en dal som går i nord-sydlig riktning. Runt Santa Clara är det mycket glesbefolkat, med 6 invånare per kvadratkilometer. Santa Clara är det största samhället i trakten. Omgivningarna runt Santa Clara är i huvudsak ett öppet busklandskap.